# سالم المعوش
سالم معروف المعوش (1948) ناقد وباحث وأكاديمي وروائي من لبنان. له عشرات الأبحاث والكتب في النقد الأدبي واللغة والسير، وفي شعر السجون، فضلا عن الروايات. حاز العديد من شهادات التكريم لعطائه الفكري والثقافي والأدبي.

## بدايات
ولد سالم معروف المعوش في بلدة برجا (قضاء الشوف - لبنان) في العام 1948. أكمل تعليمه ما قبل الجامعي في بلدته، ثم انتقل إلى الجامعة اللبنانية ليحوز إجازة في اللغة العربية وآدابها من كلية الآداب والعلوم الإنسانية في العام 1974، ثم حاز من الكلية نفسها شهادة الماجستير في العام 1980. وتخرج من المعهد الوطني للإدارة والإنماء في لبنان في العام 1982 حائزًا شهادة الدبلوم. وكان قبل ذلك قد عمل مدرسًا في مدارس بلدته ومدارس رسمية أخرى، للمرحلة المتوسطة، بين الأعوام 1969 و1975، ثم مارس التعليم لطلاب المرحلة الثانوية بين 1975 و1981.
حاز المعوش شهادتي دكتوراه في اللغة العربية وآدابها: الأولى من جامعة القديس يوسف في بيروت في العام 1985، وشهادة الدكتوراه اللبنانية (دولة) من الجامعة اللبنانية في العام 1998.

## نشاطه الإداري والثقافي
عمل المعوش في حقول الإدارة والتربية والصحافة والإذاعة؛ فشغل وظيفة رئيس دائرة في الأمانة العامة لرئاسة مجلس الوزراء اللبناني من العام 1983 إلى 1989، كذلك كلّف برئاسة دائرة قائمقامية الشوف، ورئيسًا لبديات إقليم الخروب من العام 1986 إلى 1989.
تفرّغ المعوش للتعليم العالي في الجامعة اللبنانية، لحين تقاعده في العام 2012. وقد حاز رتبة الأستاذية عن أبحاثه ومؤلفاته في النقد الأدبي واللغوي والحضاري، وتسلم عددًا من المهام في الجامعة إلى جانب التدريس، منها رئاسة قسم اللغة العربية في الفرع الخامس (صيدا)، ومقرر لجنة قبول مشاريع الماجستير، وهيئة مندوبي الأساتذة، فضلا عن مناقشته واشرافه على عشرات الطلاب في مرحلتي إعداد شهادة الماستر وشهادة الدكتوراه.
مارس المعوش التعليم أيضًا، في معهد الدعوة الجامعي الإسلامي (فرع بيروت)، وفي الجامعة الإسلامية (لبنان). وقد تقلد عددًا من المهام في الهيئة الادارية في اتحاد الكتاب اللبنانيين لمرات عديدة، كذلك هو ضمن الهيئة الاستشارية لعدد من الدوريات الأكاديمية العربية منها مجلة الحداثة. ويرأس اللجنة الثقافية في لقاء الاساتذة الجامعيين في إقليم الخروب، وله مشاركات عدة في مؤتمرات وندوات أدبية وثقافية وفكرية في لبنان والعالم العربي.

## مؤلفاته
للمعوش عشرات المؤلفات والأبحاث والدراسات التي نشرت في لبنان والعالم العربي،ومن مؤلفاته:

### في الثقافة والأدب واللغة
- ملامح إسلامية في الرواية العربية - دار الهادي 1992[29]
- إيليا أبو ماضي بين الشرق والغرب - 1997[30][31]
- صورة الغرب في الرواية العربية - 1998[32]
- القواعد المعرفية الإسلامية في أدب صدر الإسلام - دار النهضة 2001[33]
- مخاطر الهيمنة الثقافية؛ ثقافة القوة أم قوة الثقافة - 2003[34]
- شعر السجون في الأدب العربي الحديث والمعاصر - 2003[35][36]
- عبد الله بن المقفع مفكر وقضية - دار الفكر 2004[37]
- أحمد الصافي النجفي؛ حياته من شعره - مؤسسة بحسون 2006[38]
- بدر شاكر السياب: أنموذج عصري لم يكتمل : دراسة في تجربة السياب الحياتية والفنية والشعرية - مؤسة بحسون - 2006[39]
- المدينة العربية بين عولمتين -[40]
- الادب وحوار الحضارات: المنهج والمصطلح والنماذج - دار النهضة 2007[41]
- العولمة والتربية وسباقات الاتصال والتشكل والتنمية - 2007[42]
- الأدب العربي الحديث - 1999، ط.2: 2011[43]
- الروائي أمين الزاوي وإعلانات المسكوت عنه - دار النهضة - 2012[44]
- دور اللغة العربية في بناء المجتمع وتطوره -[45]
- القيم والاتصال: السيكولوجيا والمنهج - مؤسسة الرحاب الحديثة - 2017[46]

### في الرواية
- عندما تمطر السماء حنينا - دار الحداثة - 2011[47][48][49][50]
- كلام غير مباح - دار الفارابي - 2016[51][52][53]
- صواب - دار الفارابي 2017[54][55][56]
- خفايا - 2018[57]